# Teretrispa
Teretrispa is een geslacht van kevers uit de familie bladkevers (Chrysomelidae).
De wetenschappelijke naam van het geslacht werd in 1960 gepubliceerd door Gressitt.

## Soorten
- Teretrispa gahniae Gressitt, 1960
- Teretrispa orchidaceae Gressitt, 1960